# 214 av. J.-C.
Cette page concerne l'année 214 av. J.-C. du calendrier julien proleptique.

## Événements
- 23 avril (15 mars du calendrier romain) : début à Rome du consulat de Quintus Fabius Maximus Verrucosus Cunctator IV et Marcus Claudius Marcellus III[1].
  - Titus Otacilius part en Sicile à la tête d’une importante flotte pour mener la guerre contre Syracuse ; le propréteur Quintus Mucius Scaevola est envoyé en Sardaigne, tandis que Gracchus à Luceria et Varron dans le Picenum voient leurs commandements de 215 prorogés[2].

- Printemps : 
  - Hiéronyme, le tyran de Syracuse, est assassiné à Léontinoi par des conjurés dirigés par Théodotos et Sosis ; la république est restaurée à Syracuse. Troubles. Andranodore, l'oncle de Hiéronyme, qui s'est réfugié sur l'île d'Ortygie, finit par se rallier. Hippocratés et Epicydès, deux agents d'Hannibal, se font élire « préteurs ». Andranodore et Thémistos sont tués aux portes de la Curie par la faction pro-romaine[2].
  - Hannibal échoue à prendre Puteoli ; après avoir ravagé la région de Naples, il échoue une troisième fois devant Nole défendue par Marcellus. Le consul Fabius assiège et prend Casilinum. Gracchus détruit une armée de 17 000 carthaginois et bruttiens conduite par Hannon sur le Calor près de Beneventum[3]. Les citoyens d’Arpi en Apulie demandent l’aide de Fabius pour expulser leur garnison carthaginoise. Fabius feint d’organiser le siège de la ville, puis lance une attaque surprise de nuit, couverte par le bruit d’une tempête. Les 3 000 citoyens se rendent à condition que la garnison carthaginoise puisse se retirer indemne. 1 500 soldats espagnols se rallient à Rome[2].
  - Philippe V de Macédoine, avec cent vingt galères, prend Oricum et remonte l’Aoüs pour assiéger Apollonie, alliée des Romains[4].
- Été[5] : Marcellus est envoyé en Sicile ; il s’empare de Léontinoi, reprend les cités révoltées d'Helorus et de Mégare et s’apprête à attaquer Syracuse[2].
- Automne : Hannibal renonce à prendre Tarente[3]. Il hiverne à Salapia.
- Hiver : le préteur Marcus Valerius Laevinus libère Oricum et Apollonie[3]. Philippe V de Macédoine est écrasé à la bataille de l’Aoüs. Pour le tenir loin d’Italie, le Sénat romain rallume la guerre en Grèce (212 av. J.-C.)[6].

- Soulèvement de Syphax, roi des Massaesyles de Numidie ; il fait alliance avec Publius et Cnaeus Scipion contre Carthage (fin en 212 av. J.-C.)[7].
- En Chine, occupation de Canton et sinisation du sud du pays. Création de commanderies : Mân-trung, Tri'êt-giang, Quê-lâm, Tuo'ng, Nam-hai[8].
- Qin Shi Huangdi, l'architecte de l'unité politique et administrative de la Chine, réunit les différentes parties de remparts pour former la Grande Muraille. Son général Meng Tian repousse les Xiongnu[9]. Peu après, le chef (chan-yu) de la Confédération des Xiongnu Touman attaque et met en fuite le peuple barbare Yuezhi vivant sur le territoire du Gansu[10].

## Décès
- Démétrios de Pharos.
- Hiéronyme de Syracuse, tyran de Syracuse, assassiné.